# 金點副爐
金點副鱸，為輻鰭魚綱鱸形目鱸亞目鮨科的其中一種，分布於中東太平洋的加利福尼亞灣海域，棲息深度40-107公尺，體長可達71公分，生活在岩石底質海域，為底棲性魚類，屬肉食性，可做為食用魚及遊釣魚。